# 吉行ゆきの
吉行 ゆきの（よしゆき ゆきの、1997年 - ）は、日本の著作家、コラムニスト、ポールダンサー、グラビアモデル。

## 経歴
北海道千歳市出身。北海道札幌南高等学校、北海道大学経済学部経済学科卒業。ペンネームの由来にもなった吉行淳之介の本を読み、文学と官能的な女性の描写に感銘を受け、自らも体験したいという思いからすすきのの飲食店で1年半ポールダンサーを務めた。また、『FRIDAY 2022年9月9日号』でグラビアモデルとなった。
『tree』と『実話ローレンス』で書評を連載している他、『COMICペンギンクラブ』と『COMIC 快艶』（ジーウォーク）で成人向け漫画を扱ったコラム「変態文學大学生 吉行ゆきののエロマンガノススメ」を連載している。成人向け漫画と仕事で関わる際には、永山薫の『エロマンガ・スタディーズ』を読んで昔の作品を知った。2021年からエロ漫画イベントを主催している。
2023年より北海道大学文学院に在籍している。

## 見解
変態性欲に強い関心を持つが、「エロ」はそれ自体で肯定されるべきものであり、「エロ」の生殖としての面には全く興味がなく、生命の神秘も感じないと語っている。官能の大敵は日常であるとも述べている。
モモヤマハトの『ぼくの小さなはじめてのこいびと』で使用された「僕のこと産んで」という台詞に着目し、中に放出する欲望の理由は「子供に巡る血となって愛する女性から産まれること」にあり、「愛する人から産まれてみたい」という心に根差していると論じている。
森茉莉と倉橋由美子を高く評価している。

## 作品

### コラム
- 変態文學大学生 吉行ゆきののエロマンガノススメ
  - 平田のりお『義娘』[7]
  - ひげた『潮路』[6]
  - 関谷あさみ『ラフスケッチ』[11]

- 変態文学大学生 吉行ゆきのの倒錯文芸書評
  - レーオポルト・フォン・ザッハー＝マゾッホ『魂を漁る女』

### 写真集
- 吉行ゆきの「初めて見せます…」FRIDAYデジタル写真集（講談社、2022年11月9日）

## 出演
- 松永天馬『不惑惑惑』ミュージックビデオ（2022年10月27日）[12]

## 受賞歴
- ミスiD 2021「FRIDAY賞」「文藝ヒロイン賞」[1][13]